# Прааклі
Пра́аклі (ест. Praakli küla) — село в Естонії, у волості Ляене-Сааре повіту Сааремаа.

## Населення
Чисельність населення на 31 грудня 2011 року становила 82 особи.

## Географія
Через село проходить автошлях 133 (Курессааре — Пюга — Маза).

## Історія
До 12 грудня 2014 року село входило до складу волості Каарма.

## Пам'ятки природи
Поблизу села розташовується заповідна діброва Кудьяпе (Kudjape tammik) площею 17,1 га (58°15′42″ пн. ш. 22°31′28″ сх. д. / 58.26167° пн. ш. 22.52444° сх. д.).
На захід від Прааклі (58°15′11″ пн. ш. 22°32′46″ сх. д. / 58.25306° пн. ш. 22.54611° сх. д.) у 2006 році на площі 60,6 га був утворений заказник Сепамаа (Sepamaa hoiuala).